# Рожил
Рожил (порт. Rogil) — район (фрегезия) в Португалии, входит в округ Фару. Является составной частью муниципалитета Алжезур. По старому административному делению входил в провинцию Алгарве (регион). Входит в экономико-статистический субрегион Алгарве, который входит в Алгарве. Население составляет 1182 человека на 2001 год. Занимает площадь 34,08 км².

## Достопримечательности
Фрегезия является частью природного заповедника Parque Natural do Sudoeste Alentejano e Costa Vicentina.